# بين هاردينغ
بين هاردينغ (بالإنجليزية: Ben Harding)‏ (6 سبتمبر 1984 بكارشالتون في المملكة المتحدة - ) هو لاعب كرة قدم بريطاني في مركز الوسط. شارك مع منتخب إنجلترا لكرة القدم C ‏. أما مع النوادي، فقد لعب مع فوريست غرين وميلتون كينز دونز ونادي توركي يونايتد ونادي نورثامبتون تاون ونادي ويمبلدون ونادي ألدرشوت تاون وويكمب وندررز وGosport Borough F.C. ‏ وغرايز أتلاتيك ‏.

## وصلات خارجية
- بين هاردينغ على موقع قاعدة بيانات كرة القدم.إي يو (الإنجليزية)
- بين هاردينغ على موقع Soccerbase.com (لاعب) (الإنجليزية)